# Nitro Microphone Underground
Nitro Microphone Underground, stylisé NITRO MICROPHONE UNDERGROUND, est un groupe de hip-hop japonais. Il apparait la première fois sur scène en 1997 avec les membres Bigzam (ou Big-Z), Dabo, Deli, Gore-Tex (crédité sous différents noms dans les albums, ex: More-Sex), Macka-Chin, Suiken, S-Word, et XBS (ExtraBassSpeaker). Tous les membres ont sorti des albums solos rappelant le concept du Wu-Tang Clan auxquels on les compare souvent vis-à-vis du succès dans leur pays.
Le groupe a hérité du statut de « légende du hip-hop » au Japon car ils sont les premiers à avoir reçu des éloges du grand public sans passer par la pop comme les autres rappeurs japonais. Le groupe se sépare en 2012.

## Biographie
Le nom du groupe est proposé par Macka-Chin. Ils ont collaboré avec des figures importantes de la scène rap japonais, comme Shakkazombie ou DJ Muro. Leur premier album, éponyme, est sorti en 1999, et vendu à environ 20 000 exemplaires avant d'être réédité en 2000 après leur signature chez Def Jam Japan.
Cette réédition leur permettra d'atteindre la 12e place des charts japonais. Ils sortent la même année l'EP Uprising qui se révèle être un des plus grands classiques du rap japonais.
Leur deuxième album sort en 2004 sous le titre de Straight from the Underground, et remporte un grand succès. En 2005, le groupe publie son premier DVD, Nitro Reflections. Le 3e opus du groupe, Special Force (nom en référence aux Air Force de Nike) est sorti fin 2007, avec un succès toujours au rendez-vous. La plupart des chansons instrumentales de Special Force sont composées par le producteur japonais B-Money (aka B$) qui a auparavant collaboré avec 50 Cent et Jay-Z. Dans la version japonaise du jeu PS2 Def Jam Vendetta, le joueur peut incarner avec les personnages de Dabo et S-Word qui sont aux côtés de figures emblématiques de la scène rap us. Ils ont également écrit un titre chacun figurant sur la BO du jeu.
Le 1er janvier 2011 sort leur dernier album, The Laboratory,. Le 30 mai 2012 sort leur DVD Nitro Microphone Underground Libe DVD 10-11 qui comprend leurs derniers concerts effectués entre 2010 et 2011. Cette même année, le groupe se sépare[réf. nécessaire].

## Discographie

### Albums studio
- 1999 : Nitro Works
- 1999 : Nitro Microphone Underground (réédition en 2000 sur Def Jam Japan)
- 2004 : Straight from the Underground
- 2007 : Special Force
- 2008 : Back Again
- 2011 : The Laboratory

### EP
- 2000 : Requiem
- 2000 : Uprising
- 2003 : Nitrich/Spark Da L
- 2006 : Unreleased

### DVD
- 2005 : Nitro Reflections
- 2006 : NitroCamp 06'
- 2007 : The Chronicle
- 2008 : Special Force Tour

### Albums solo

#### Big-Z
- 2003 : No.1ドラフトPick
- 2005 : Westside Far Eastside
- 2006 : B.B. Inc. Sample vol.1 (compilation)

#### Dabo
- 2000 : Supadondada (single)
- 2001 : Platinum Tongue
- 2002 : Hitman
- 2003 : Diamond
- 2004 : 6 Bullet (EP)
- 2006 : The Force
- 2007 : Dabo Presents B.M.W. -BABY MARIO WORLD- Vol.1
- 2009 : I'm Best (compilation)
- 2010 : Hi-Five

#### Deli
- 2002 : 口車－キミキミ注意キイロイドク－ (EP)
- 2002 : Delta Express Like Illusion
- 2003 : Deli presents チカチカ（秘）大作戦 (compilation)
- 2004 : Otakarasagashi (EP)
- 2005 : Time 4 Some Action (EP)
- 2005 : 24
- 2006 : Still Burnin'

#### Gore-Tex
- 1998 : Water Proof Remix (EP)
- 2004 : Reload

#### Macka-Chin
- 2002 : Chin-Attack (Remastered)
- 2002 : Chin Near Here
- 2002 : Boom Boom Macka
- 2006 : A Pride and Fear -Town in which fellows who like stimulation gather-
- 2007 : Last

#### Suiken
- 2001 : Suiken presents Sixteen Stars
- 2002 : Score
- 2006 : Hot in Pot

#### S-Word
- 2002 : One Piece
- 2002 : Fortune (EP)
- 2003 : Star Ill Warz
- 2008 : King of Zipang

#### XBS
- 2001 : Mega Bass Express (EP)
- 2003 : Radical X (EP)
- 2003 : All Day All Nights (EP)
- 2003 : Exclusive Benefit Story

### Projets parallèles

#### Aquarius
Second groupe de Deli accompagné du producteur Yakko (aka Jhett Stream)
- 2000 : Aquarius
- 2003 : オボレタ街
- 2006 : One Drop

#### Mabo
Groupe réunissant Macka-Chin et Dabo
- 2005 : デラコスタ (De La Costa)
- 2005 : デラコスタ　リミックス (De La Costa RMX)

#### Montien
Groupe composé de Macka-Chin et Suiken, accompagnés de Tina
- 2004 Montien (Mini-album)
- 2005 Montien II (Mini-album)
- 2006 Montien III

#### Team 44 Blox
Collectif composé d'une quinzaine de membres dont Deli, Dabo, Gore-Tex, Mikris, Mars Manie, Yakko qui apparaissent sous différents pseudonymes.
- 2006 Block Buster

#### SUIKENxS-WORD
Groupe réunissant Suiken et S-Word
- 2005 Hybrid Link